# Maison de Mantegna
La maison de Mantegna est un édifice situé à Mantoue (Italie) qui fut la maison du peintre et graveur Andrea Mantegna (1431-1506).

## La Maison de Mantegna symbole d'un nouveau statut de l'artiste

### Le terrain de la maison
Le terrain sur lequel est construite la maison est donné par Ludovico Gonzague à Mantegna en 1476. Certain historiens de l’art estiment que Ludovico aurait fait ce geste à la suite de la réalisation des fresques de la chambre nuptiale dite la Chambre des époux en 1474. Le terrain se trouve dans le sud de la ville dans le quartier du cheval, au milieu des vergers et des jardins. Aucun artiste du Quattrocento n’entretenait alors des liens aussi forts avec leurs mécènes. Les Gonzague en effet possédaient beaucoup de terres dans et autour de la ville de Mantoue ce qui en faisait aussi une riche et puissante famille.

### Les moyens financiers de l'artiste
Les moyens financiers accordés à Mantegna sont considérables. Il recevrait un salaire de 75 lires par mois, ce qui fait du graveur un des artistes, si ce n’est l’artiste le mieux rémunéré du Quattrocento. En effet, aucun autre artiste de cette époque ne pouvait se vanter d’une maison aussi vaste et somptueuse. Cependant l’édification de sa demeure sera parsemée d’embûches comme en 1478 où Mantegna fera appel à Ludovico Gonzague pour des fonds, mais à ce moment-là Mantoue était en crise économique et le marquis ne pourra pas assurer sur cette période tous les frais de Mantegna. Ludovico, puis à sa mort, son fils, Frédéric seront tout au long de l’édification de la maison les principaux financiers de Mantegna.

### Un mécène très présent
La cour de Ludovico Gonzague est à cette époque une des cours les plus éclairées d’Italie notamment très connue pour sa musique. C’est en 1460 que Ludovico fait entrer le peintre à sa cour comme artiste de cour, et c’est en 1465 que l’artiste s’installe avec sa famille à Mantoue dans un logement de la famille de Gonzague. Le titre de peintre de cour est à l’époque très prestigieux. Ce titre place Mantegna comme un intouchable et un artiste respectable de la Renaissance. Et même la mort de Ludovico le 11 juin 1478, emporté lors d'une épidémie de peste, ne semble pas altérer sa position éminente au sein de la cour ni entrainer un ralentissement de son activité.

## Une maison renaissante

### Une référence à l'Antiquité
La maison de Mantegna est par son architecture une référence à l’Antiquité, conçue sur un plan presque carré avec 25 mètres de côté, au centre duquel s'inscrit une cour circulaire. On raconte alors que ce serait Alberti qui l’aurait amené à créer, dans un style humaniste, un immeuble résidentiel avec une référence évidente pour la « Domus Romana ». Au centre donc de la maison l’atrium qui distribue sur les différentes pièces de la bâtisse. L’atrium à ciel ouvert fait directement penser à un amphithéâtre romain. La vaste demeure contient plus de quinze pièces avec huit pièces au premier niveau et sept pièces au second. La maison possédait aussi à l’époque un jardin où l’artiste renoua avec l’art topiaire très apprécié dans la Rome antique.

### Une maisonhumaniste
La maison est un rare exemple de bâtiment privé du XVe siècle italien. Pour Vasari, la maison exprime le sentiment d’autoreprésentation et d’autolégitimation de l’artiste. Ces deux sentiments expriment vraiment l’humanisme de l’artiste, une idéologie concentrée sur l’homme. La maison représente aussi bien l’artiste renaissant de par ses travaux géométrique et sur la perspective nécessaire pour les plans de la maison. Lorsque Mantegna conçut l’édifice, les principes de l’architecture classique et leurs applications à la construction moderne étaient un sujet d’étude très caractéristique des artistes du Quattrocento. Les proportions globales ont été calculées à partir des principes harmoniques, mathématiques, géométriques et probablement musicaux complexes. Alberti s’était intéressé aux maisons avec atriums de l'artiste, ingénieur et architecte Francesco di Giorgio Martini à Sienne puis à Rome. Il avait ébauché des bâtiments avec un plan de style similaire ; cela explique que certains historiens de l’art l’assimilent à ce projet.

### La maison d'un collectionneur d'antiquités
La demeure de la famille Mantegna reste très connue pour sa collection d'antiquités. Mantegna est fasciné comme beaucoup d’artistes renaissants par l’art antique. Avant même la construction de sa maison, Mantegna ouvrit le premier musée d’art antique privé italien en 1463. Le foyer de Mantegna contenait une collection de bustes antiques romains, des peintures, des sculptures de l’artiste. Un épisode raconte la visite de Laurent le Magnifique à Mantoue en 1483. Pour financer alors la fin de la construction, Mantegna va chercher à lui vendre des tableaux. On raconte qu’il lui aurait exposé sa série sur Les Triomphes de César et que Médicis serait reparti avec sa collection de bustes antiques. Le peintre aurait aussi dédié une pièce de sa maison aux muses romaines.

## Une demeure au centre d'un projet plus large

### L'axe princier
La configuration de la ville de Mantoue est réalisée en cercles successifs avec au centre les pouvoirs politiques et religieux. On trouve notamment dans ce cercle, la cathédrale, mais aussi le palais des seigneurs dont celui de la maison Gonzague. Ensuite, on trouve un cercle qu’on pourrait qualifier de commerçant avec des boutiques et des échoppes. Puis enfin, autour de tout cela, des quartiers plus résidentiels. C’est dans ce plan que Ludovico veut réaliser ce qu’il appellera un « axe princier ». Il cherche alors à construire un axe de communication entre le centre de la ville de Mantoue et l’île du Te à la gloire de la famille de Gonzague. C’est dans ce projet que Ludovico choisit le terrain qu’il va donner à Mantegna. La demeure sera située dans le quartier du cheval ou de Porta Pusterla. La demeure est située au sud de la ville à proximité de l’église Saint-Sébastien de Mantoue à la limite de la ville et de la campagne. On peut alors désigner la fin de cette conquête par l’édification du palais du Te en 1536.

### La stratégie culturelle d'une famille
Pendant longtemps, Ludovico Gonzague a soutenu un important mouvement de renouveau culturel et civil. Le mécénat est une véritable compétition au Quattrocento. Les riches aristocrates se battent pour s’offrir les services de tel ou tel artiste. Le fait de faire venir des artistes à leur cour donne aux mécènes un prestige à part. C’est avec ces motivations que Ludocivo va faire venir Mantegna à sa cour mais aussi Leon Battista Alberti pour la construction des églises Sant‘Andrea et San Sebastiano. Le marquis Gianfresquo, père de Ludovico, avait aussi en 1423, fait venir Victorin de Feltre comme précepteur des enfants de la maison Gonzague. Cela explique peut-être le goût de Ludovico pour l’art. Le marquis avait aussi mis sur pied la fondation de la Casa Gioiosa, un pensionnat qui avait une orientation rigoureusement humaniste. Ce pensionnat était ouvert non seulement aux enfants des grands seigneurs mais également aux élèves sélectionnés sur la seule base du mérite.